# Ed Templeton
Ed Templeton, ameriški poklicni rolkar, * 28. julij 1972, Garden Grove, Kalifornija, ZDA.
Templeton se je leta 1991 poročil s svojo dolgoletno partnerko Deanno. Naslednje leto je z Mikeom Vallelyjem ustanovil podjetje Television, ki pa ni obstajalo dolgo. Po tem projektu je sam ustanovil Toy machine, ki obstaja še danes.
Z Toy machine je Ed začel svojo umetniško kariero - v celoti skrbi za podobo podjetja, za sabo pa ima že kar nekaj razstav. Ustvarja s fotografijo in raznimi prostoročnimi tehnikami.
Leta 1990 je postal vegetarijanec, naslednje leto pa vegan in je na splošno zagovornik pravic živali . Prav tako ne uporablja deodoranta, ker se mu zdi prikrivanje naravnih vonjev s kemikalijami nesmiselno.
Med njegove hujše poškodbe so se uvstili številni pretresi možganov in celo zlom vratu. Njegov položaj na rolki je regular.
| - Emerica (1997 - ) - Toy machine (??? - ) - Thunder (??? - ) - Ruca (2002 - ) - Ricta (??? - ) - CCS (??? - ) - Spitfire (???) - Sheep (1996-1997) - Television (1992-???) - New deal (1990–1992) - Schmitt stix (1989–1990) | - Good & evil (Toy machine, 2004) - Bezerker (Toy machine, 2003) - 411vm 56 (411vm, 2003) - Sucking the life (Toy machine, 2003) - This is skateboarding (Emerica, 2003) - Stand strong (411vm, 2001) - The four corners tour (2000) - 411vm 30 (411vm, 1998) - Jump off a building (Toy machine, 1998) - Cold sweat ([[1996) - Life of leisure (Sheep, 1996) - Welcome to hell (Toy machine, 1996) - 411vm Best of 2 (411vm, 1995) - Heavy metal (Toy machine, 1995) - 411vm 11 (411vm, 1995) - Toy machine live! (Toy machine, 1994) - Spitfire (Spitfire, 1993) - 1281 (New deal, 1991) - Useless wooden toys (New deal, 1991) |